# 玫瑰帕图螺
玫瑰帕图螺（学名：Partula rosea），是法属波利尼西亚胡阿希内岛特有及野外灭绝的一种蜗牛。其野外种群于1990年代早期因玫瑰蜗牛引进该岛而消失，于2000年的调查没有发现该种蜗牛任何存活的野外个体。